# Le Lièvre et la Tortue (La Fontaine)
Pour les articles homonymes, voir Le Lièvre et la Tortue.
Le Lièvre et la Tortue est la dixième fable du livre VI du premier recueil des Fables de La Fontaine, édité pour la première fois en 1668. Elle est inspirée des Fables d'Ésope.

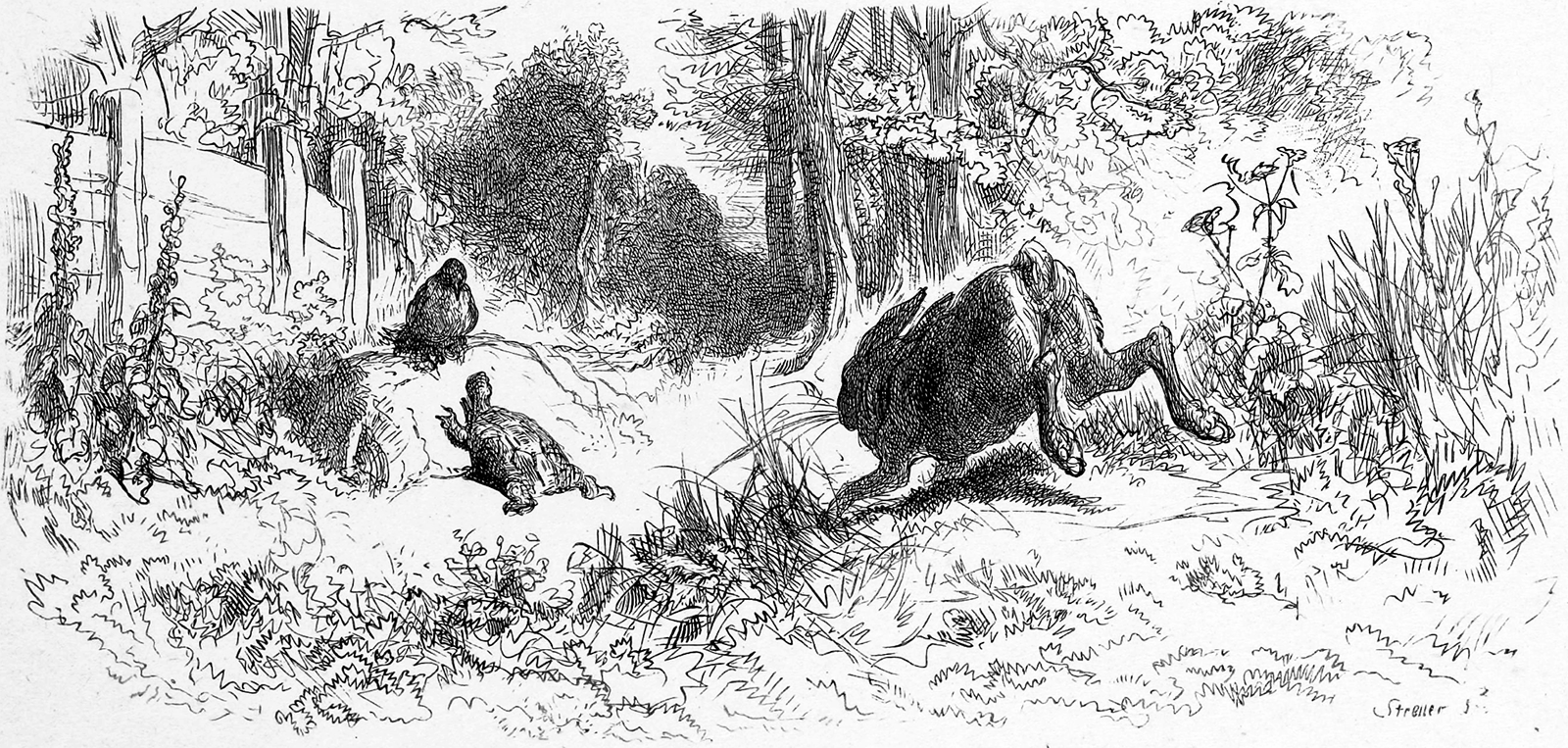
Illustration de Gustave Doré (1876)

## Texte
LE LIÈVRE ET LA TORTUE
[Ésope,]

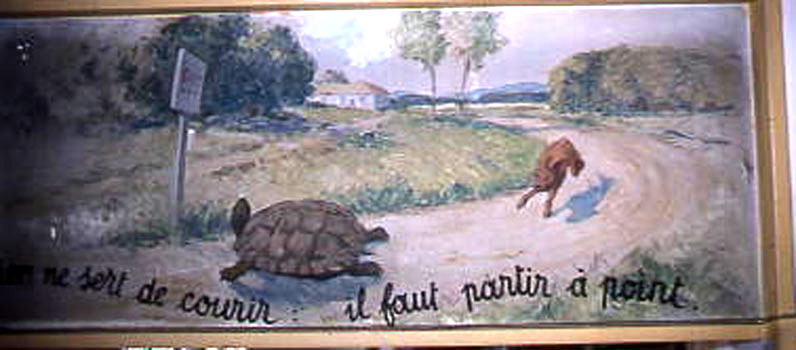
Peinture murale du groupe scolaire Jules Ferry à Conflans-Sainte-Honorine réalisée en 1936 par un peintre inconnu.

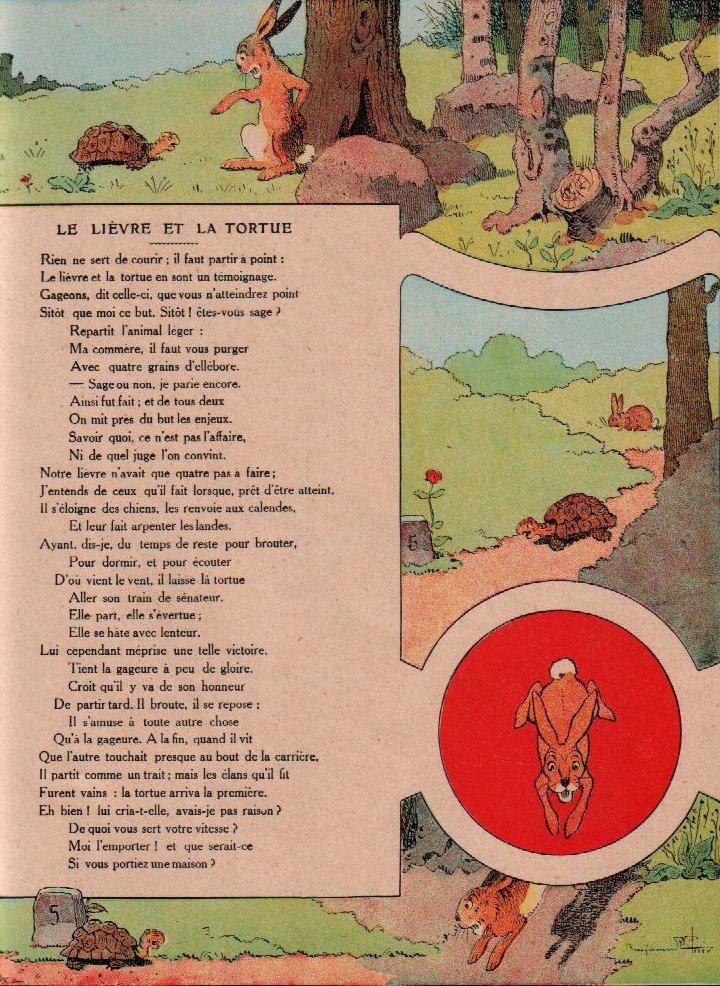
Illustration de Benjamin Rabier (1906)

                 Rien ne sert de courir ; il faut partir à point (1).
   Le Lièvre et la Tortue en sont un témoignage.
   " Gageons, dit celle-ci, que vous n'atteindrez point
   Si tôt que moi ce but. - Si tôt ? Êtes-vous sage ?(2)
              Repartit l'animal léger (3) : 
              Ma commère, il vous faut purger 
              Avec quatre grains (4) d'ellébore (5).
              - Sage ou non, je parie encore. "
              Ainsi fut fait : et de tous deux
              On mit près du but les enjeux :
              Savoir quoi, ce n'est pas l'affaire,
              Ni de quel juge l'on convint. (6)
   Notre Lièvre n'avait que quatre pas à faire ;
   J'entends de ceux qu'il fait lorsque prêt d'être atteint
   Il s'éloigne des chiens, les renvoie aux calendes, (7) 
              Et leur fait arpenter les landes.
   Ayant, dis-je, du temps de reste pour brouter,
              Pour dormir, et pour écouter
       D'où vient le vent, il laisse la Tortue
              Aller son train de sénateur. (8)
              Elle part, elle s'évertue, 
              Elle se hâte avec lenteur.
   Lui cependant méprise une telle victoire,
              Tient la gageure (9) à peu de gloire,
              Croit qu'il y va de son honneur
       De partir tard. Il broute, il se repose,
              Il s'amuse à toute autre chose
       Qu'à la gageure. À la fin, quand il vit
   Que l'autre touchait presque au bout de la carrière, (10) 
   Il partit comme un trait ; mais les élans qu'il fit
   Furent vains : la Tortue arriva la première.
   " Eh bien, lui cria-t-elle, avais-je pas raison ? (11)
              De quoi vous sert votre vitesse ?
              Moi l'emporter ! et que serait-ce
              Si vous portiez une maison ? "

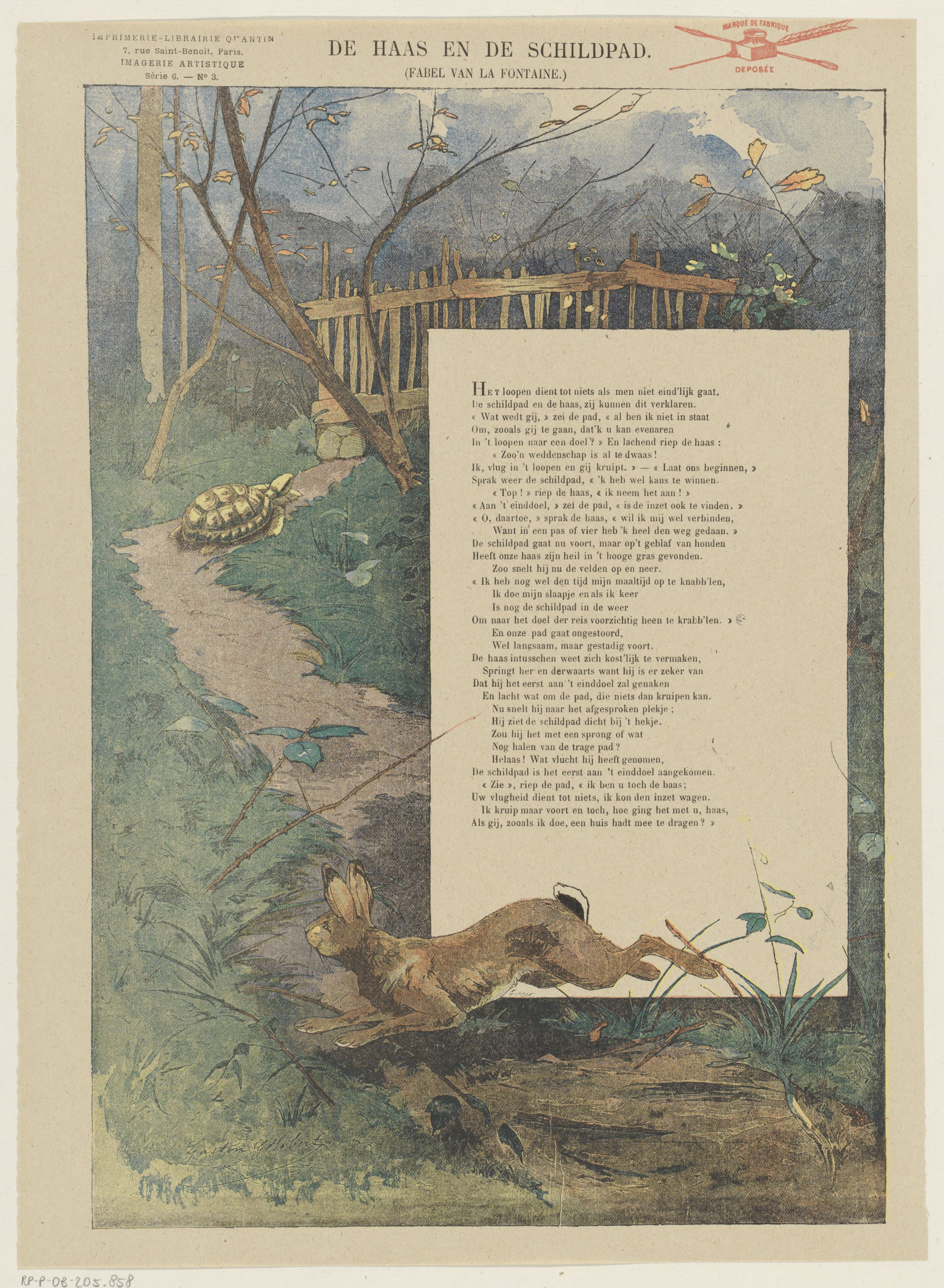
Le Lièvre et la Tortue traduit en néerlandais, illustré par Gaston Gélibert (1850-1931)

## Vocabulaire
(1) Moralité inspirée de Rabelais, Gargantua, chapitre XXI
(2) êtes-vous sensée
(3) léger...de cervelle 
(4) le grain est une mesure de poids valant 1/24 de denier, soit 0,053g
(5) On dit proverbialement qu'un homme a besoin de deux grains d'ellébore, pour dire qu'il est fou (dictionnaire de Furetière). L'expression purger avec l'ellébore était proverbiale par allusion aux Anciens qui soignaient la folie par ce moyen.
(6) ces 2 vers font certainement référence au texte d'Ésope dont La Fontaine supprime les détails inutiles.
(7) aux calendes grecques.... On dit proverbialement : renvoyer un homme aux calendes grecques pour dire le remettre à un temps qui ne viendra point (dictionnaire de Furetière)
(8) On se sert de ce mot en raillant pour dire un conseiller vieux et grave (donc la tortue se déplace à la vitesse d'un vieux sénateur romain, très lentement)
(9) le pari
(10) au bout de la course
(11) n'avais-je pas

## Reprises
Elle a été reprise par les Frères Jacques dans leur album Les Frères Jacques chantent La Fontaine en 1964,.
La fable fut aussi réadaptée en film d'animation par Walt Disney, puis par Tex Avery.[réf. souhaitée]